# Vetimicrotes mediterraneus
Vetimicrotes mediterraneus är en tvåvingeart som först beskrevs av Becker 1918.  Vetimicrotes mediterraneus ingår i släktet Vetimicrotes och familjen styltflugor. Inga underarter finns listade i Catalogue of Life.